# Sacadodes pyralis
Sacadodes pyralis är en fjärilsart som beskrevs av Dyar 1912. Sacadodes pyralis ingår i släktet Sacadodes och familjen nattflyn. Inga underarter finns listade.